# Dinastia Tudor

Rosa Tudor

La dinastia Tudor prové d'una família del país de Gal·les que acabaren sent nomenats comtes de Richmond, comtes de Pembroke, ducs de Redford i tenien consanguinitat amb els barons Grey of Wilton. Fora d'Anglaterra, eren família dels reis Valois de França i dels ducs de Baviera.
El símbol de la família Tudor era la rosa dels deu pètals, anomenada la rosa Tudor i que era de color blanc i vermell. Els Tudor arribaren a ser uns reis molt autoritaris i eren molt coneguts pel seu caràcter fort i el color roig dels seus cabells.
La dinastia Tudor regnà Anglaterra des del 1485 fins al 1603.

## La dinastia Tudor
La dinastia Tudor o Casa de Tudor (Tudur en gal·lès) remunta el seu origen al segle xiii. Comprèn una sèrie de cinc monarques d'origen gal·lès que van regnar sobre el regne d'Anglaterra i el regne d'Irlanda. Els tres principals monarques, Enric VII, Enric VIII i Isabel I van orquestrar la transformació del regne d'Anglaterra d'un pati posterior europeu sempre submergit en l'Edat Mitjana, en un estat poderós del Renaixement que anava a dominar gran part del món conegut.
La dinastia Tudor va començar amb el matrimoni secret entre Owen Tudor (un pro anglès d'Owain ap. Maredudd ap. Tudur), descendent d'Ednyfed Fychan, poderós senescal del regne de Gwynedd en temps de Llywelyn el Gran; i Caterina de Valois vídua del rei Enric V d'Anglaterra. La dinastia va adquirir el seu poder quan Enric Tudor es va convertir en rei d'Anglaterra sota el nom d'Enric VII. Enric Tudor, per la seva mare, una Plantagenet, descendia del rei Eduard III; a més ell es va casar en 1486 amb la filla major del rei Eduard IV, Isabel Plantagenet.
Enric VII va fer desaparèixer el 1499 al comte de Warwick, Eduard (1475-1499), últim descendent home de la casa Plantagenet. El regnat de la dinastia es va acabar quan la reina Isabel I va morir sense descendència.
La successió d'Isabel I va recaure en el seu nebot el rei Jacob VI d'Escòcia que va regnar també com Jacob I d'Anglaterra. Jacob era besnet de Margarida Tudor, que era filla d'Enric VII. Es va convertir en el primer representant de la Dinastia Stuart dels reis d'Anglaterra.

## Els Tudor, monarques anglesos

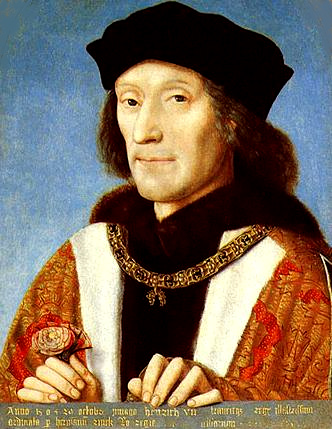
Enric VII

Enric VII que va regnar de 1485 a 1509, va posar fi a la Guerra de les Dues Roses vencent a Ricard III en la Batalla de Bosworth.
Enric VIII d'Anglaterra, fill d'Enric VII, que va regnar de 1509 a 1547. Va tenir sis esposes. Primer es casà amb Caterina d'Aragó, vídua del seu germà, amb qui va tenir Maria. Després de 24 anys de matrimoni es divorcià d'aquesta i es casà amb Anna Bolena, antiga dama de companyia de Caterina. Arran de les seves noces amb Anna, Enric se separa de l'Església Catòlica. L'única filla supervivent d'aquest matrimoni va ser Isabel. Quan el rei es va enamorar d'una altra dama de companyia, Jane Seymour, Anna Bolena va ser acusada d'adulteri i decapitada. El rei es va casar amb Jane, que va morir en donar-li l'anhelat fill home, Eduard. La quarta esposa, Anna de Cleves, era una noble germana de la qual Enric es va voler divorciar tot just casar-se, ja que la veia poc atractiva i s'havia enamorat de Caterina Howard, cosina d'Anna Bolena i dama d'Anna de Cleves. Al divorci li va seguir unes noces amb Howard, però la jove reina va cometre adulteri amb un dels homes del rei i va ser decapitada. L'última esposa, Caterina Parr, ja havia enviduat dues vegades abans de casar-se amb Enric, i va destacar per ser una bona infermera del seu marit i madrastra dels tres fills d'aquest, i en morir el rei es va casar una vegada més. Aquests sis matrimonis van fer famós a Enric VIII, ja que diverses de les seves reines eren dames de companyia de l'anterior esposa, com en el cas d'Anna Bolena, Jane Seymour i Caterina Howard. Unes altres van conviure amb ell al mateix temps, després que en divorciar-se d'elles les adoptés com a germanes. Destaca el cas de la quarta, Anna de Cleves, que després del seu divorci va haver d'adoptar el títol de 'Germana volguda del rei', i va visitar la cort quan la seva antiga dama de companyia (Caterina Howard) era reina. A altres com la segona i la cinquena, primeres ambdues, en canvi, les va fer decapitar per adúlteres, encara que es creu que els càrrecs dels quals es va acusar Anna Bolena eren falsos. Només la tercera i la sisena van morir com a reines.
Eduard VI, fill d'Enric VIII, que va regnar de 1547 a 1553.
Joana I, que va regnar una setmana en 1553. Era filla d'una neboda d'Enric VIII i, per tant, besneta d'Enric VII.
Maria I, la major de les filles d'Enric VIII, que va regnar de 1553 a 1558. Va ser la segona esposa de Felip II, rei d'Espanya.
Isabel I, segona filla d'Enric VIII, que va regnar de 1558 a 1603. Coneguda com la reina verge. Les terres descobertes pels anglesos a Amèrica van rebre per ella el nom de Virgínia.
La besneta d'Enric VII, la protestant Jane Grey, va succeir a Eduard VI segons els últims desitjos d'aquest; el rei desitjava apartar a la seva germana, la catòlica Maria I, del tron d'Anglaterra. Jane Grey va regnar només nou dies abans de ser destituïda i executada per Maria I, al mateix temps que el seu marit Lord Guilford Dudley, fill de John Dudley, primer duc de Northumberland. Jane Grey era neta de Maria Tudor, filla d'Enric VII i germana d'Enric VIII. Aquesta s'havia convertit primer en reina de França pel seu matrimoni amb Lluís XII. Després d'enviduar, s'havia tornat a casar amb el duc de Suffolk i va tenir una filla, la mare de Jane Grey.

## El període Tudor

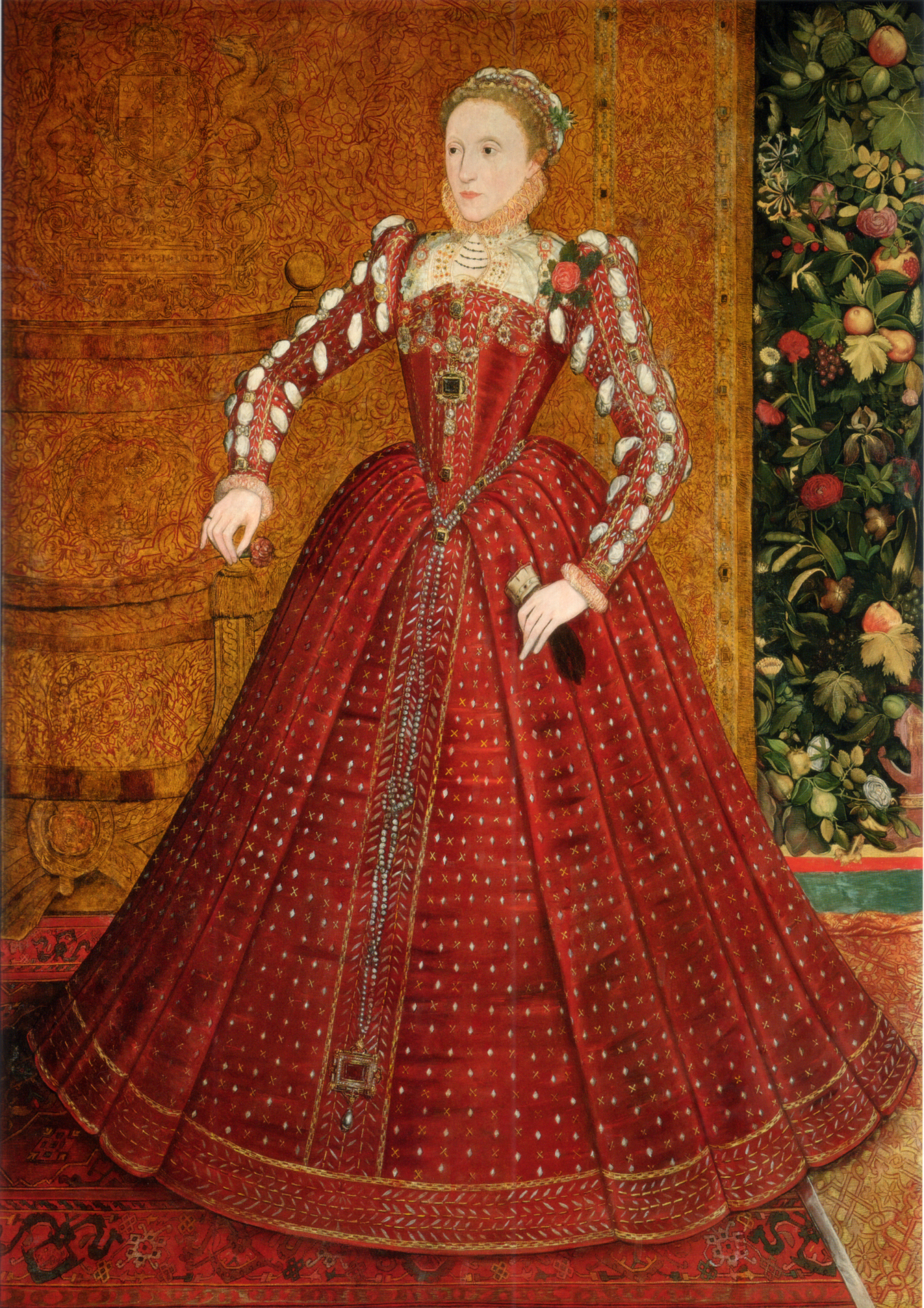
Elizabeth l (Isabel)

El període històric Tudor reflecteix habitualment el període del Renaixement anglès. Ocasionalment, el terme és utilitzat freqüentment per caracteritzar el regnat d'Isabel I, encara que generalment aquest període sigui tractat per separat de l'època isabelina. El regne dels Tudor a Anglaterra està unit, no obstant això, a incansables conflictes amb la Casa d'Estuard, família reial d'Escòcia que consagrava un odi sense igual contra la monarquia dels Tudor. Són, d'altra banda, els Estuard els que succeiran als Tudor, en 1603, per l'adveniment de Jacob VI d'escòcia, fill de la reina Maria Estuard.
Per als anglesos, l'expressió evoca alhora un estil arquitectònic i un període particularment animat en el pla polític, cultural i artístic. Malgrat els greus problemes religiosos que van marcar els anys 1529-1558 al moment de la reforma a Anglaterra, el període Tudor veu emergir Anglaterra com a poder polític i marítim, el principi de l'expansió colonial anglesa i el naixement d'una brillant literatura anglesa.

## Genealogia
Com pot observar-se en el quadre adjunt, Enric Tudor (fundador de la dinastia com Enric VII) era un membre col·lateral de la casa de Lancaster per la seva mare Margarida Beaufort. Pel seu matrimoni amb Isabel de York va emparentar amb la casa rival dels York, la qual cosa justifica el seu emblema, que combinava la rosa vermella dels Lancaster amb la blanca dels York.
En conseqüència, Enric VIII descendia tant de Joan de Gant, avantpassat dels Lancaster, com d'Edmund de Langley, avantpassat dels York, sent tots dos fills del rei Eduard III.
D'altra banda, Joana Grey, la "reina dels nou dies" el 1553, no pertanyia a la casa Tudor, encara que la hi sol incloure en la dinastia.

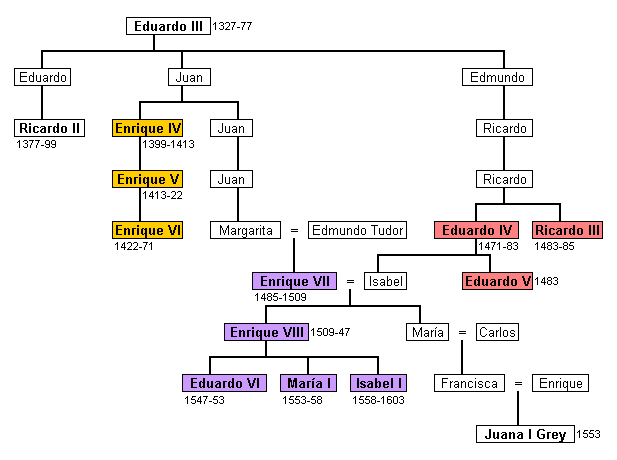

### Llista dels Tudor primitius
- Ednyfred Fychan ap Cynwrig (morí el 1246)
- Goronwy ap Ednyfed (1268)
- Tudur Hen ap Goronwy (morí el 1311)
- Tudur Fychan (morí el 1367)
- Maredudd ap Tudur
- Owen Tudor (1400-1461) es casà amb la reina vídua d'Enric V d'Anglaterra i mare d'Enric VI d'Anglaterra: Caterina de Valois i Baviera (1401-14379), filla del rei Carles VI de França
- Edmund Tudor, comte Richmond (v. 1430-1456)

### Llista dels reis d'Anglaterra de la dinastia Tudor
- Enric VII d'Anglaterra (1457-1509), espòs d'Elisabet de Plantagenet d'Anglaterra, filla del rei Eduard IV d'Anglaterra
- Enric VIII d'Anglaterra (1491-1547)
- Eduard VI d'Anglaterra (1537-53)
- Joana Grey (1537-1554), regnà el 1353 per un espai de nou dies
- Maria I d'Anglaterra (1516-1558), regnà des de 1553-1558
- Elisabet I d'Anglaterra (1533-1603) regnà des de 1558-1603

- - Vegeu també: dinastia Estuard.

## Pel·lícules i sèries
- Els Tudor (sèrie televisiva de la dinastia Tudor de 18 episodis, que es basa en la vida de la família durant el regnat del rei Enric VIII d'Anglaterra). Feta per la BBC. A l'estat espanyol s'emet per TVE.